# میککا کیپروس
میککا کیپروس (انگلیسی: Miikka Kiprusoff؛ زادهٔ ۲۶ اکتبر ۱۹۷۶) بازیکن هاکی روی یخ اهل فنلاند است.
از باشگاه‌هایی که در آن بازی کرده‌است می‌توان به کلگری فلیمس اشاره کرد.